# Kunstsneeuw

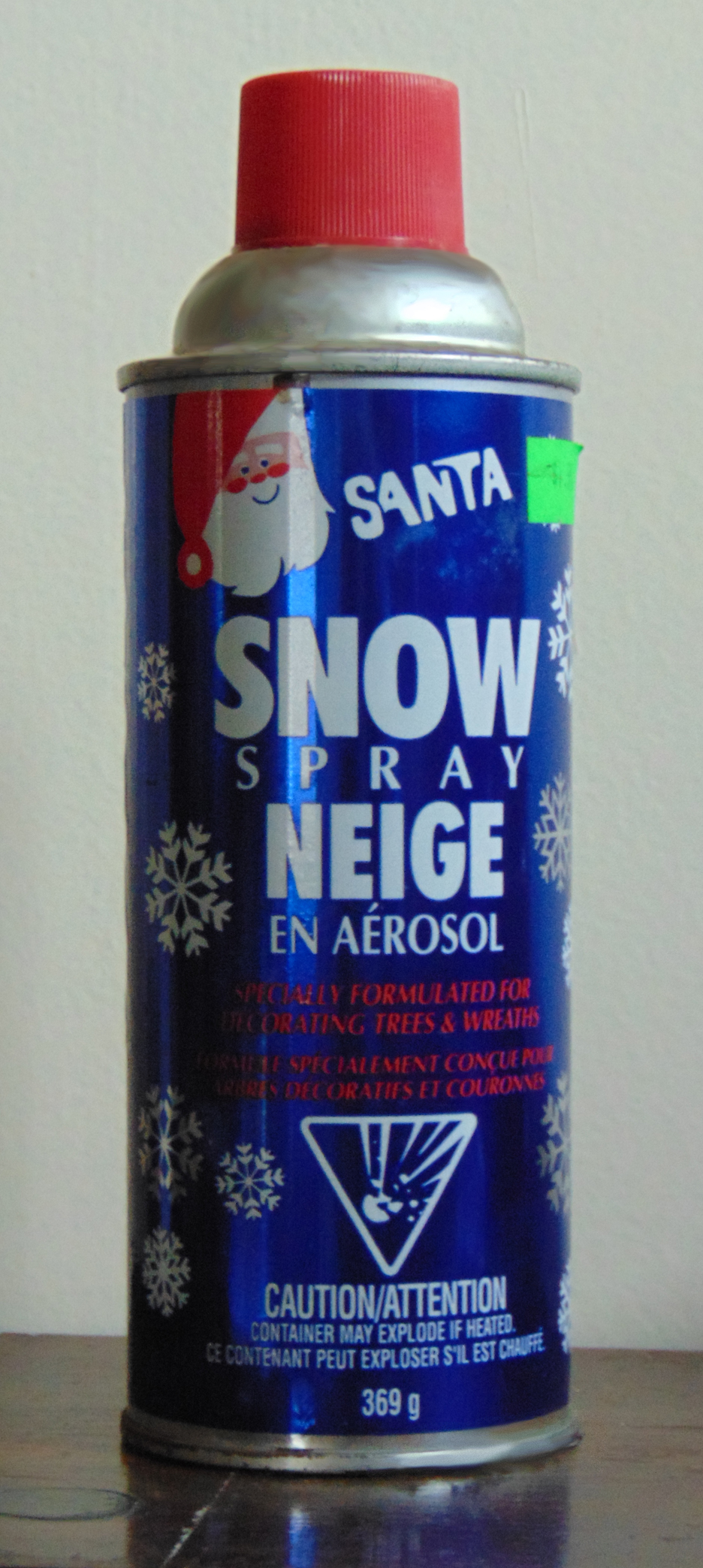
Een spuitbus kunstsneeuw voor kerstdecoratie

Kunstsneeuw is elk product dat uiterlijk en qua textuur op sneeuw lijkt, maar niet uit ijskristallen bestaat. Kunstsneeuw wordt geproduceerd ter decoratie tijdens de kerstperiode, in modelbouw en voor filmsets. Soorten kunstsneeuw zijn bijvoorbeeld snippers polystyreen, witte kunststoffen doeken en superabsorberend polymeer (voor filmsets). Vroeger werden ook borax, ammoniak, gips en asbest gebruikt om kunstsneeuw te maken.
Kunstsneeuw is niet te verwarren met cultuursneeuw, sneeuw kunstmatig geproduceerd met behulp van sneeuwkanonnen.